# Мигель-Ауса (муниципалитет)
Мигель-Ауса (исп. Miguel Auza) — муниципалитет в Мексике, входит в штат Сакатекас. Население 20 683 человека.

## История
До прихода испанцев этот регион был заселен народом сакатеко. Экспедиция Франсиско де Ибарра прибыла в этот район в 1554 году и 29 сентября основала поселение Реал-де-Сан-Мигель. В 1770 году он был переименован в Сан-Мигель-де-Мескиталь в связи с обилием мескитовых деревьев в этом районе.
21 сентября 1864 года во время Второй французской интервенции в Мексику юго-западнее города произошёл бой между частями мексиканской армии под командованием генерала Хесуса Гонсалеса Ортеги и французским отрядом полковника Мартена и майора Жапи, результатом которого стала победа французов.
Во время мексиканской революции возле Сан-Мигеля в 1912 и 1915 годах проходили бои. В 1935 году муниципалитет был переименован в честь генерала Мигеля Аусы Арренечи (1822—1892), который родился в Сомбререте и участвовал в Войне за реформу и в обороне Пуэблы в 1863 году.

## Экономика
Экономика муниципалитета ориентирована на выращивание бобовых и люцерны. Мясной и молочный скот — основа животноводства. Также есть предприятие по переработке серебряной, свинцовой и цинковой руды, добытой на руднике Платоза в Дуранго.